# Serafino Capponi
Serafino Capponi più noto con il nome di Serafino della Porretta (Porretta, 1536 – Roma, 2 gennaio 1614) è stato un teologo italiano, appartenente all'ordine domenicano.

## Biografia
Entrato tra i domenicani il 25 ottobre 1552, nella chiesa di San Domenico di Bologna, insegnò per 25 anni a S. Domenico di Venezia, poi a Bologna, dove morì il 2 gennaio 1616. Fu uno dei più dotti commentatori di Tommaso d'Aquino, e i suoi due commenti (Venezia 1597; ibid. 1612) sono ancora consultati.

## Opere
- Elucidationes formales in Summam Theologicam s. Thomae de Aquino, Venetiis 1588, 5 vol. Le Elucidationes formales del Capponi furono riedite a Venezia nel 1612, con il titolo Summae totius theologiae divi Thomae de Aquino Angelici et S. Ecclesiae doctoris cum elucidationibus formalibus.
- Compendium Theologicae veritatis b. Alberti Magni cum scholiis utilissimis, Venetiis 1588 e 1590, in sette libri. Commento del Compendium theologiae di Ugo Ripelin, opera che Capponi ascriveva ad Alberto Magno.
- Sacerdos in aeternum. Dechiaratione della sacra messa, cerimonie, vestimenti, et altre cose sue mirabile, divota, et utilissima, in Venetia 1587.
- Veritates aureae super totam legem veterem, Venetiis 1590.
- Tota theologia s. Thomae Aquinatis in compendium redacta, Venetiis 1597.
- Commentarii in Psalterium Davidicum, opera edita postuma a Bologna nel 1692 (altra edizione ibid. 1636-45).